# Blow (canción de Martin Solveig)
«Blow» (traducido al español como «golpe»), es una canción interpretada por el disc jockey francés Martin Solveig y el filipino-holandés Laidback Luke. Fue lanzado como sencillo el 28 de octubre de 2013.

## Video musical
El vídeo fue dirigido por Martin Solveig y Yeoram Kalfa (que ya dirigió anteriormente el videoclip "Hey Now"). En él, aparece Martin Solveig y Laidback Luke en una entrevista, promocionando su nuevo sencillo "Blow". La presentadora le pregunta porqué se llamaba así, y Martin responde que tomó la idea de un spray que se llama "Blow"; el aerosol de la vida. Además de los creadores de la canción tiene como protagonista a Dillon Francis en el papel de “Olli Springer”. Acto seguido, aparecen disc jockeys de fama mundial como Madeon, Steve Aoki, Dimitri Vegas & Like Mike, Tommy Trash y Benny Benassi disfrutando de la canción mostrado en sus redes sociales. A continuación, aparecen periodistas y reporteros hablando acerca de la canción, que se había convertido en un vídeo viral, siendo imitado por infinidad de seguidores.
El objetivo del vídeo era ridiculizar los anuncios de televisión, en este caso el de los aerosoles y spray, mediante un spot ficticio y divertido, donde participaron gran parte de los artistas de Spinnin' Records, en su mayoría franceses.

## Lista de canciones
| Digital download |                     |          |  |
| N.º              | Título              | Duración |  |
| 1.               | «Blow» (Radio Edit) | 2:51     |  |
| 2.               | «Blow»              | 5:00     |  |

## Posicionamiento en listas
| País    | Lista (2014)      | Mejor posición |
| ------- | ----------------- | -------------- |
| Bélgica | Ultratip flamenca | 32             |
| Bélgica | Ultratip valona   | 30             |